# Dirk Bockel
Dirk Bockel (Schwaikheim, 18 d'octubre de 1976) és un triatleta professional d'origen alemany. Disposa de la nacionalitat luxemburguesa i va competir per Luxemburg en els Jocs Olímpics del 2008 disputats a Pequín. El 2013 va guanyar el premi Esportista Luxemburguès de l'Any.

## Biografia
Nascut a Schwaikheim, a Alemanya, el 18 d'octubre de 1976, Bockel disposa de la nacionalitat luxemburguesa, motiu pel qual competeix sota aquesta bandera en les proves en què participa.
El març de 2009 va disputar la seva primera prova Ironman, a Nova Zelanda, on va acabar en tercera posició. El maig següent aconseguiria imposar-se a la Ironman 70.3 Florida, convertint-se en el primer luxemburguès de la història en guanyar una prova Ironman. Quan va creuar la línia portava unes orelles de Mickey Mouse.
Aquell mateix any també va quedar en segona posició dels Campionats d'Europa de Triatló, així com en setena posició del Campionat del Món disputat a Kona, a l'Illa de Hawaii, la millor classificació mai aconseguida per un atleta de Luxemburg en la història del triatló. Aquest rècord el batria ell mateix el 2011, quedant en quarta posició en el Campionat del Món d'Ironman, també a Kona.
El 2012 va fitxar per l'equip Leopard Trek, convertint-se en el primer triatleta en aconseguir una integració efectiva a la infraestructura d'un equip ciclista d'elit. Aquell mateix any es tornaria a classificar per disputar el Campionat del Món gràcies a la victòria aconseguida a l'Ironman de Regensburg, amb un temps de 8:12.
El 2013 Dirk aconseguiria guanyar la triatló més llarga del món, la Challenge Roth, amb un temps de 7:52:01, i el 2014 es proclamaria Campió de l'Àsia-Pacífic en adjudicar-se l'Ironman de Melbourne.
El febrer de 2015 Dirk Bockel fou expulsat de la Federació de Triatló de Luxemburg (FLTri).